# ショハラト・ザキル
ショハラト・ザキル（ウイグル語: شۆھرەت زاكىر、Shöhret Zakir、1953年8月 - ）は、中華人民共和国の官僚・政治家。新疆ウイグル自治区イリ・カザフ自治州グルジャ市出身。中国共産党第19期中央委員会委員、中国共産党第19回全国人民代表大会代表。第10期、第11期、第12期、第13期全国人民代表大会の代表（議員）。

## 経歴
1953年8月、新疆ウイグル自治区イリ・カザフ自治州グルジャ市で生まれる。文化大革命中期の1970年12月よりマナス県・ウルムチ県の人民公社で知識青年として労働に従事。1972年2月からウルムチ市第32小学校で教鞭をとる。1974年2月にウルムチ県地窩堡学校の教職員となった。1978年、江漢石油学院（現在の長江大学）計算機計算機学科に入学した。1980年を卒業。1980年6月、新疆石油地球物理研究所の技術員を務めた。1984年6月から新疆ウイグル自治区経済委員会に入り、副主任科員、主任科員、調度処副処長、調度処処長、外経処処長を経て1997年7月に新疆ウイグル自治区経済委員会副主任（次官）就任。2000年12月、ウルムチ市党委員会副書記兼市長代行に転任。2001年3月、市長に就任。2005年12月、新疆生産建設兵団党委員会常務委員に転出。2006年1月、副政治委員を兼務。2009年7月には中華全国帰僑連合会副主席を兼任する。
2011年6月、中央に移り、全国人民代表大会民族委員会副主任委員（副部長級）に就任。
2013年12月、党務に転じて新疆ウイグル自治区に赴任し、新疆ウイグル自治区人民代表大会常務委員会主任（議長）兼党組書記に就任した。2014年12月、新疆ウイグル自治区党委員会副書記、同区人民政府主席代行兼党組書記に就任。2015年1月、新疆ウイグル自治区人民政府主席に任命。2021年9月30日に新疆ウイグル自治区人民政府主席を解任された。2021年10月23日、全国人民代表大会常務委員会はショハラト・ザキルを第13期全国人民代表大会民族委員会副主任委員に任命した。